# Samuel Thomas von Sömmering
Samuel Thomas von Sömmerring (28 de gener de 1755-2 de març de 1830) va ser un metge, anatomista, antropòleg, paleontòleg i inventor alemany. Sömmerring va descobrir la màcula de la retina de l'ull humà. Les seves investigacions del cervell i del sistema nerviós, dels òrgans sensorials, de l'embrió i les malformacions, de l'estructura dels pulmons, etc., el van convertir en un dels anatomistes alemanys més importants. També és destacable la seva invenció d'un telègraf electroquímic el 1810.

## Carrera

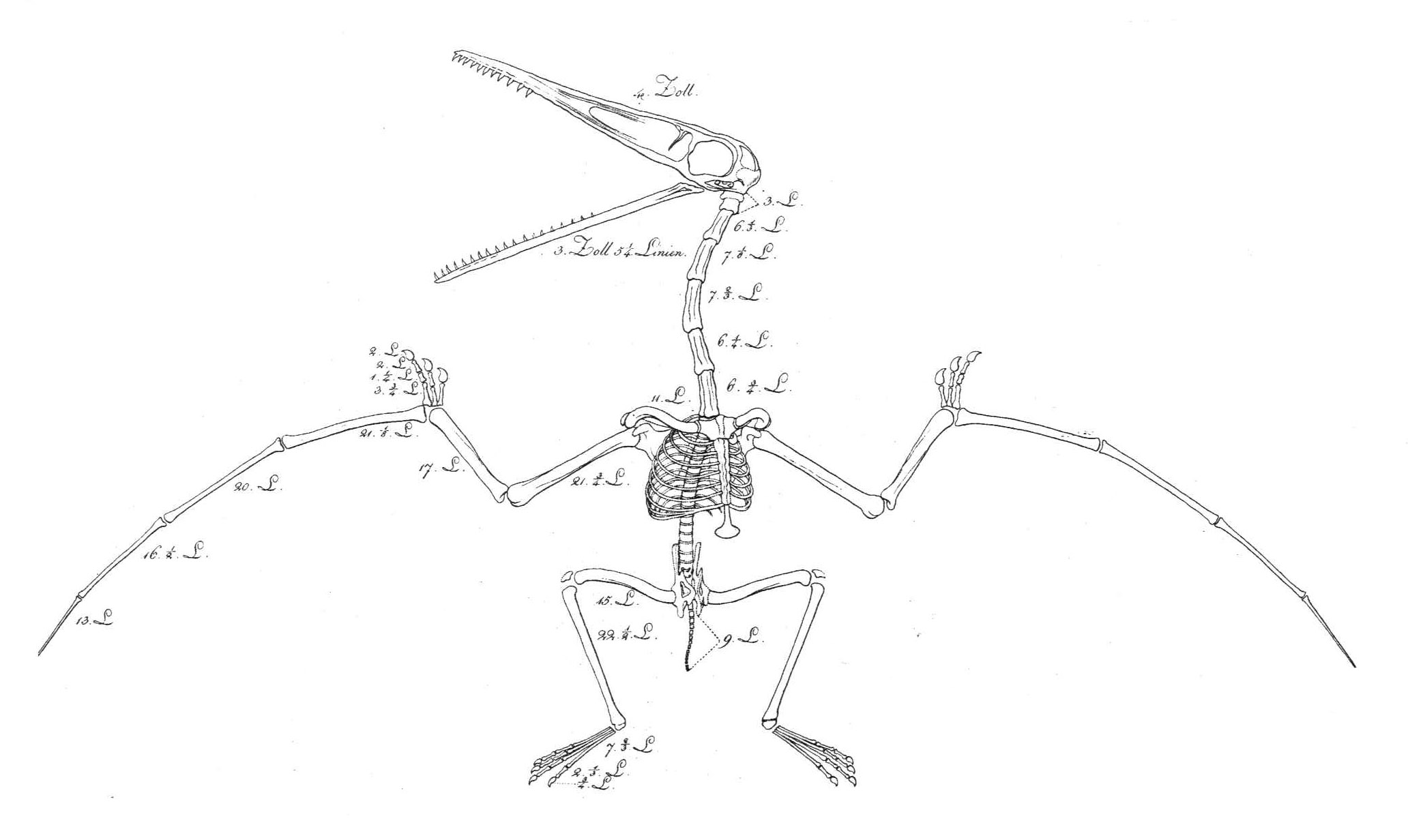
Reconstrucció de Sömmerring d'un Pterodactylus de 1812.

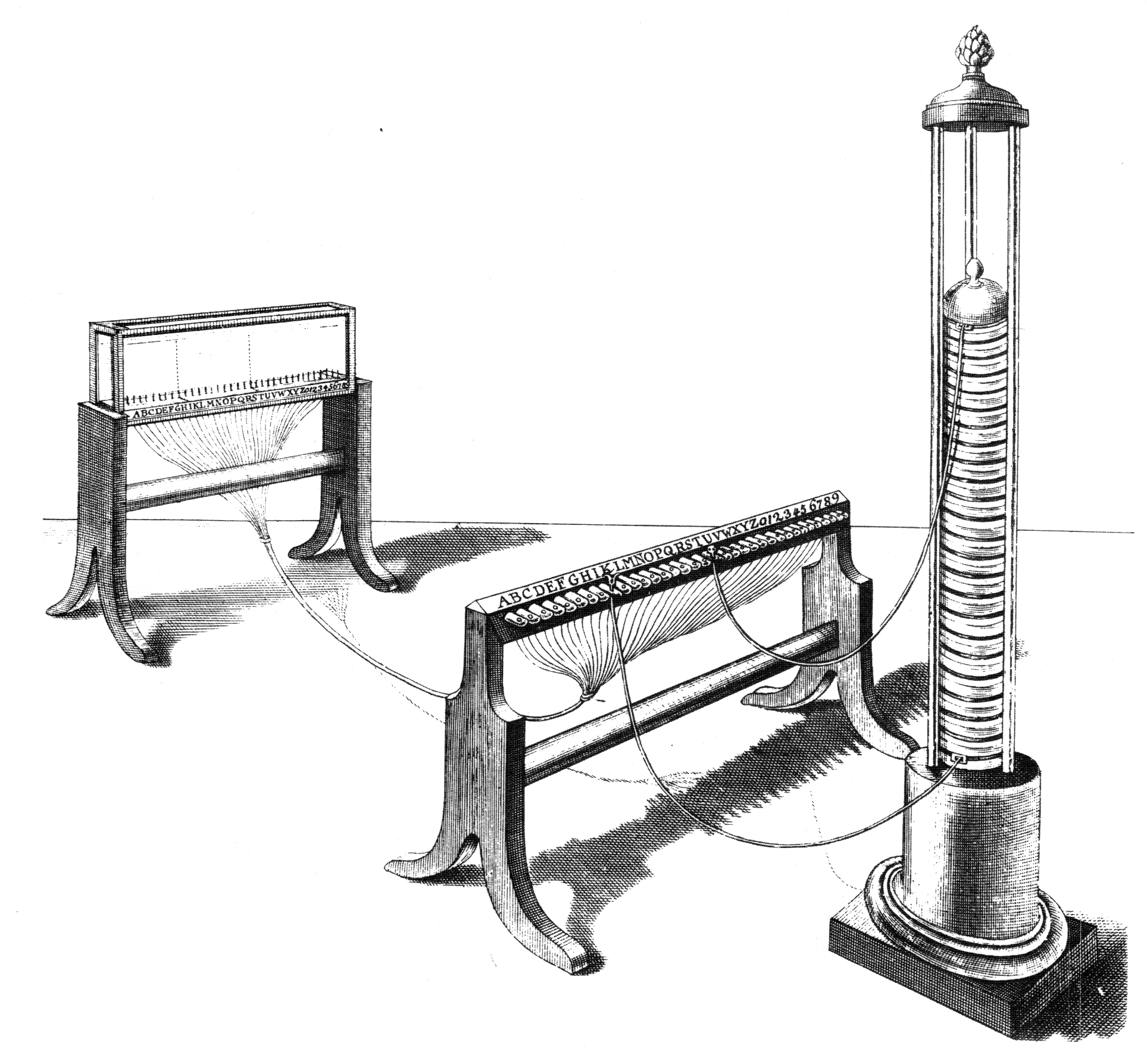
Gravat del telègraf electroquímic de Sömmerring de 1810.

Sömmerring va néixer el 28 de gener de 1755 a Toruń, a la República de les Dues Nacions ; era el novè fill del metge Johann Thomas Sömmerring. El 1774 va completar la seva educació a Toruń i va començar els seus estudis de medicina a la Universitat de Gotinga. Va acudir a les lectures de Petrus Camper a la Universitat de Franeker. Va obtenir una plaça com a professor al Collegium Carolinum de Kassel i, a principis de 1784, es va traslladar a la Universitat de Magúncia, on va ocupar la plaça de degà de medicina durant 5 anys. Com que Magúncia va passar a formar part de la República Francesa durant el Directori, Sömmerring va obrir una consulta mèdica a Frankfurt el 1795. Una de les seves empreses més importants va ser introduir, no sense una notable oposició, la vacuna contra la verola. També va ser un dels primers membres de la societat científica Senckenbergische Naturforschende Gesellschaft i va ser nominat com a conseller. Va rebre ofertes de treball de la Universitat de Jena i de la Universitat de Sant Petersburg, però finalment va acabar acceptant la invitació de l'Acadèmia de Ciències de Baviera en 1804, a Múnic. En aquesta ciutat, va ser elegit conseller de la cort i va arribar a desenvolupar-se amb la noblesa bavaresa.
Quan Sömmerring tenia 23 anys va descriure l'organització dels nervis cranials com a part del seu treball de doctorat, i la seva vigència i validesa es manté actualment. Va publicar nombrosos escrits en el camp de la medicina, anatomia i neuroanatomia, antropologia, paleontologia, astronomia i filosofia. Entre altres coses va estudiar fòssils de cocodrils i el 1812 va descriure l' Ornithocephalus antiquus, conegut actualment com Pterodactylus. També va ser el primer a descriure amb encert l'estructura òssia de l'esquelet femení.
Menció a part mereix l'activitat de Sömmerring com a inventor. Va dissenyar un telescopi per a l'observació astronòmica i diversos telègrafs elèctrics, entre els quals hi havia el seu 'telègraf electroquímic'. Va treballar en el procés de fermentat del vi, i va investigar les taques solars, així com altres temes molt diversos. El 1823 va ingressar com a membre estranger a la Reial Acadèmia de les Ciències de Suècia.
Sömmering va contreure matrimoni amb Margarethe Elizabeth Grunelius (morta el 1802), amb qui va tenir un fill, Dietmar William, i una filla, Susanne Katharina. A causa de les males condicions climatolígiques, Sömmering va deixar Múnic el 1820 i va tornar a Frankfurt, on va morir el 1830. Va ser enterrat al cementiri principal de la ciutat.

## Obres
- Über die körperliche Verschiedenheit des Mohren vom Europär (1774)
- Vom Hirn- und Rückenmark (Magúncia 1788, 2). Aufl. 1792);
- Vom Bau des menschlichen Körpers (Frankfurt del Main 1791–96, 6 Bd.; 2). Aufl. 1800; neue Aufl. von Bischoff, Henle ua, Leipzig 1839–45, 8 Bde.);
- De corporis humani fabrica (Frankfurt del Main 1794–1801, 6 Bde.);
- De morbis vasorum absorbentium corporis humani (Frankfurt del Main 1795);
- Tabula sceleti feminini (Frankfurt del Main 1798);
- Abbildungen des menschlichen Auges (Frankfurt del Main 1801)-
- Abbildungen des menschlichen Hörorgans (Frankfurt del Main 1806).
- Abbindungen des menschlichen Organs des Geschmacks und der Stimme (Frankfurt del Main 1806),
- Abbildungen der menschlichen Organe des Geruchs (1809).

L'intercanvi epistolar entre Sömmering i Georg Forster va ser publicat per Hettner (Braunschweig, 1878).

## Eponímia
- El  cràter lunar Sömmering porta aquest nom en la seva memòria.[6]